# 샐리 맥파규

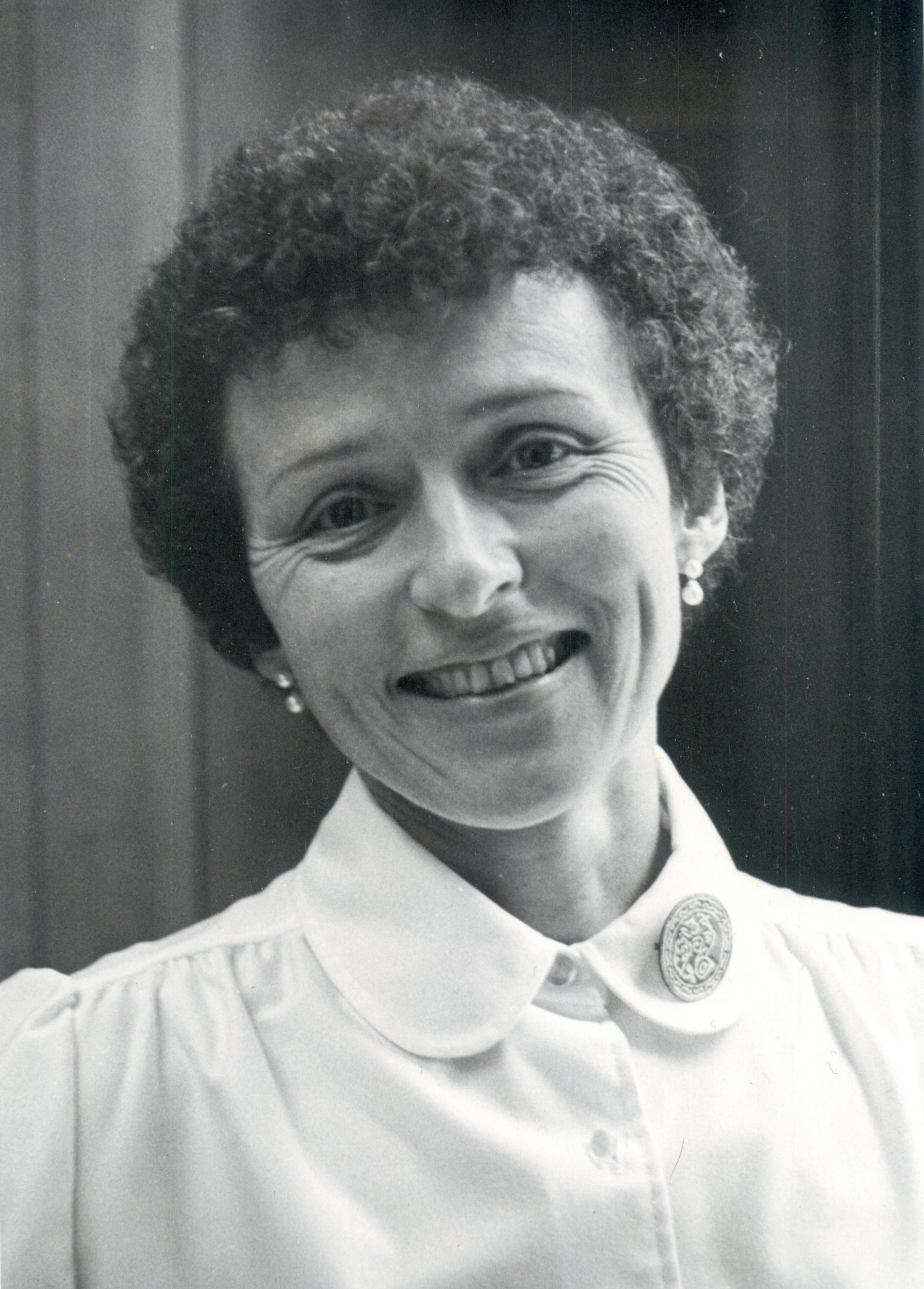

샐리 맥파규(Sallie McFague, 1933년 5월 25일 ~ 2019년 11월 15일)는 미국의 여성 신학자이다. 그녀는 하나님에 관하여 말하는 방식에서 어떻게 은유가 중심에 있는지를 잘 분석한 학자이다.

## 생애
맥파규는 1933년 5월 미국 매사추세츠주 퀸시에서 태어났다. 그녀는 1955년 스미스 대학교에서 영문학 학사 학위를, 1959년 예일 대학교 신학부에서 학사학위(B.A.)를 취득했다. 1960년 신학석사(M.A.) 학위를 받았으며 1964년 Ph.D.를 받았다. 예일 대학교에서 카를 바르트의 변증법 신학에 깊은 영향을 받았지만 경험, 상대성, 상징적 상상력에 대한 인식에서 자유주의적 관심에 대한 이해를 가지고 헬무트 리처드 니버에게서 중요한 새로운 관점을 얻었다. 그녀는 고든 코프먼의 영향을 크게받았다. 30년 동안 그녀는 테네시주 내슈빌의 밴더빌트 대학교 신학부에서 신학교수로 재직했다. 그녀는 캐나다 성공회 교회 회원이기도 했다.

## 신학의 언어
그녀는 기독교 신학의 언어는 필연적으로 우리 하나님을 이해할 수 있는 가장 좋은 도구이며, 건설이며, 인간의 창조물이라고 주장했다. 따라서 맥파규에 따르면 우리가 하나님을 아는 것은 하나의 건설이며 해석으로서 이해되어야 한다고도 주장했다. 마치 아버지로서 하나님, 목자로서 하나님, 친구로서 하나님으로 그러나 문자적으로 그 모든 것들은 아니라고 한다. 비록 언언의 습관이 유용한 것이지만, 사람들은 추상적인 용어보다는 좀더 인격적으로 하나님을 생각한다는 것이다. 사람들이 하나님이 항상 그리고 유일하게 이런 분이시라고 주장할때는 축소된다고 한다.

### 하나님에 관하여 말하는 방법으로 은유
맥파규는 신학이란 대부분 픽션이라고 주장한다,  그러나 상상물이나 혹은 은유의 다양성은 하나님에 대한 우리의 모델을 고양시키고 풍부하게 할 수 있다고 한다.

## 맥파규 사상에서 신의 본질과 사역
그녀는 범재신론적 신학을 말하는데 하나님의 초월성보다는 내재성을 강조한다. 하나님은 이 세상에서 개입하셨다고 주장한다.
하나님은 창조물을 반대하여 멀리 떨어진 분이 아니라 우리가 사는 이 세상(하나님의 몸)에서 몸으로 함께 계신다고 주장한다, 우리도 그의 몸에서 살고 있다고 한다.

## 비판
카를 바르트 전통의 신학자 트레보르 하트는 맥파규는 초기 작품에서, 하나님의 상관성에 대한 현대적 경험을 추구하며 성경과 전통에서 멀어졌다고 한다. 하나님의 초월성 보다는 인간학적인 접근성을 보인다고 한다.
이런 비판에 대하여 맥파규는 신학자는 하늘부터 땅에 눈을 돌려야 한다고 주장한다. 청사진만 제시하지말고 땅과 거주민들을 돌보는 실질적인 변화의 그림을 보여주어야 한다고 한다.

## 참고 문헌
Literature and the Christian Life. Yale: Yale University Press (1966)
Speaking in Parables: A Study in Metaphor and Theology. Philadelphia: Fortress Press (1975)
Metaphorical Theology: Models of God in Religious Language. Philadelphia: Fortress Press (1982)
Models of God: Theology for an Ecological, Nuclear Age. Philadelphia: Fortress Press (1987)
The Body of God: An Ecological Theology. Minneapolis: Fortress Press (1993)
Super, Natural Christians: How we should love nature. London: SCM (1997)
Life Abundant: Rethinking Theology and Economy for a Planet in Peril (Searching for a New Framework). Minneapolis: Augsburg Fortress (2000)
A New Climate for Theology: God, the World and Global Warming. Minneapolis: Augsburg Fortress (2008)